# NGC 738
NGC 738 est une galaxie lenticulaire située dans la constellation du Triangle. Sa vitesse par rapport au fond diffus cosmologique est de 4 122 ± 33 km/s, ce qui correspond à une distance de Hubble de 60,8 ± 4,3 Mpc (∼198 millions d'al). NGC 738 a été découverte par l'ingénieur irlandais Bindon Stoney en 1850.

## Groupe de NGC 736
Les galaxies NGC 736, NGC 740 et UGC 1422 font partie d'une petit groupe de galaxies identifié comme le groupe de NGC 736 dans un article d'A.M. Garcia paru en 1993. Il est fort probable que la galaxie NGC 738 fasse aussi partie de ce groupe, car elle est dans la même région du ciel et à peu près à la même distance de Voie lactée.